# Роберт Гордон
Роберт Гордон (англ. Robert Gordon; 21 серпня 1913, Пітсбург — 1 грудня 1990, Лос-Анджелес) — американський режисер і актор.
Акторську кар'єру розпочав у 1923 році, коли ще був дитиною. В титрах до фільмів він зазвичай позначався як Бобі Гордон. Продовжував зніматися до 1939 року. Режисерським дебютом став фільм «Мертва зона» 1947 року, після чого був режисером ще декількох фільмів, включаючи «Історію Джо Луїса» в 1953 році, а також епізодів телевізійних серіалів, зокрема «My Friend Flicka», «Dick Powell's Zane Grey Theatre», «The Texan» та «The Many Loves of Dobie Gillis».

## Вибрана фільмографія
- 1927 — Співак джазу